# Shutonia
Shutonia é um gênero de gastrópodes pertencente a família Pseudomelatomidae.

## Espécie
- Shutonia variabilis (Schepman, 1913)[2]